# Algèbre de quaternions
En mathématiques, une algèbre de quaternions sur un corps commutatif K est une K-algèbre de dimension 4 qui généralise à la fois le corps des quaternions de Hamilton et l'algèbre des matrices carrées d'ordre 2. Pour être plus précis, ce sont les algèbres centrales simples sur K de degré 2.
Dans cet article, on note K un corps commutatif (de caractéristique quelconque).

## Définitions et exemples
On appelle algèbre de quaternions sur K toute algèbre (unitaire et associative) A de dimension 4 sur K qui est simple (c'est-à-dire que A et {0} sont les seuls idéaux bilatères) et dont le centre est K.
On appelle corps de quaternions sur K toute algèbre de quaternions sur K dont l'anneau sous-jacent est un corps.
Exemples
- Le seul corps de quaternions sur R (à isomorphisme près) est le corps H des quaternions de Hamilton.
- L'algèbre M2(K) des matrices carrées d'ordre 2 est une algèbre de quaternions sur K. Elle est isomorphe à l'algèbre EndK(E) des endomorphismes de tout plan vectoriel E sur K.

## Conjugaison

### Définition et exemples
Soit A une algèbre de quaternions sur K. Une involution d'algèbre de A est un endomorphisme d'espace vectoriel de A qui est involutif (J2 = IdA) et qui est un antihomomorphisme d'anneaux (J(xy) = J(y)J(x) quels que soient x et y dans A).
Il existe une unique involution d'algèbre J de A telle que, pour tout élément x de A, x + J(x) et xJ(x) appartiennent à K. On l'appelle conjugaison de A. Pour tout élément x de A, on appelle conjugué de x et on note x l'élément J(x) de A.
Pour tout élément x de A, on appelle trace réduite de x et l'on note T(x) l'élément x + x de K ; on appelle norme réduite de x et l'on note N(x) l'élément xx de K.
Exemples
- Dans H, le conjugué du quaternion q = a + bi + cj + dk est a – bi – cj – dk, la trace de q est 2a et la norme de q est a2 + b2 + c2 + d2.
- Dans M2(K), le conjugué de la matrice M = {\displaystyle {\begin{pmatrix}a&b\\c&d\\\end{pmatrix}}} est la transposée de sa comatrice : {\displaystyle {}^{t}({\rm {com}}\,M)={\begin{pmatrix}d&-b\\-c&a\\\end{pmatrix}}}, la trace réduite de M est la trace usuelle a + d de M et la norme réduite de M est le déterminant usuel ad – bc de M.
- Dans l'algèbre EndK(E) des endomorphismes d'un plan vectoriel E, le conjugué d'un endomorphisme f est l'adjoint de f par rapport à n'importe quelle forme bilinéaire alternée non nulle ω sur E (toutes ces formes sont proportionnelles), c'est-à-dire l'unique endomorphisme g tel que ω(f(x), y) = ω(x, g(y)). La trace réduite et la norme réduite de f sont la trace et le déterminant usuels de f.

### Propriétés
Soit A une algèbre de quaternions sur K.
- La fonction x ↦ T(x) de A dans K est une forme linéaire non identiquement nulle.
- T(1) = 2.
- La fonction x ↦ N(x) de A dans K est une forme quadratique non dégénérée sur A. La forme bilinéaire symétrique associée à cette forme quadratique est la fonction (x, y) ↦ T(xy) de A × A dans K: quels que soient x et y dans A, on a T(xy) = N(x + y) – N(x) – N(y).
- Pour tout a dans K et pour tout x dans A, on N(ax) = a2N(x).
- Quels que soient x et y dans A, on a N(xy) = N(x)N(y).
- N(1) = 1.
- Pour qu'un élément x de A soit inversible dans A, il faut et il suffit que N(x) soit non nul. La fonction x ↦ N(x) du groupe A* des éléments inversibles de A dans K est un morphisme de groupes.

Une propriété fondamentale est la suivante : pour tout élément x de A, on a 

## Constructions d'algèbres de quaternions
On note A une algèbre de quaternions sur K.

### Cas de caractéristique différente de 2
On suppose que la caractéristique de K est différente de 2.
Il existe une base (1, u, v, w) de A à laquelle appartient 1 telle que u2 et v2 appartiennent à K* et telle que uv = –vu = w. 
Réciproquement, quels que soient les éléments non nuls a et b de K, il existe une unique structure d'algèbre unitaire sur K4 pour laquelle, si on note (e1, e2, e3, e4) la base canonique, e1 est l'élément unité et telle que e22 = a, e32 = b et e4 = e2e3 = –e3e2. On la note (a, b)K.
Si K = R et si a = b = –1, alors elle est le corps H des quaternions de Hamilton.

### Cas de caractéristique 2
On suppose que la caractéristique de K est égale à 2.
Il existe une base (1, u, v, w) de A à laquelle appartient 1 telle que u2 + u et v2 appartiennent à K* et telle que uv = vu + v = w.
Réciproquement, quels que soient les éléments non nuls a et b de K, il existe une unique structure d'algèbre unitaire sur K4 pour laquelle, si on note (e1, e2, e3, e4) la base canonique, e1 est l'élément unité et telle que e22 + e2 = a, e32 = b et e4 = e2e3 = e3e2 + e32. On la note [a, b)K.

### Construction à l'aide des algèbres étales quadratiques
En caractéristique quelconque, on peut construire une algèbre de quaternions à l'aide des algèbre étales quadratiques, par la construction de Cayley-Dickson.
Soit C une algèbre étale quadratique sur K (ce sont les algèbres isomorphes à K × K, ou qui sont des extensions quadratiques séparables sur K — en caractéristique différente de 2, toute extension quadratique est séparable). Il existe un unique automorphisme J de C différent de l'identité, et on l'appelle conjugaison de C et a un élément non nul de K.
Soit a un élément non nul de K. Sur le K-espace vectoriel Q = C × C, la multiplication définie par (x, y)(x', y') = (xx' + aJ(y')y, yJ(x')+ y'x) fait de Q une algèbre de quaternions sur K. On la note (C, b)K. Réciproquement, toute algèbre de quaternons sur K est isomorphe à une telle algèbre.
Par exemple, si K = R, C est le corps C des nombres complexes et si a = –1, alors Q est le corps H des quaternions de Hamilton.

## Types d'algèbres de quaternions
On dit qu'une algèbre de quaternions est déployée (split en anglais) s'il existe un vecteur non nul x de A tel que N(x) = 0. L'algèbre M2(K) est (à isomorphisme près) l'unique algèbre de quaternions déployée sur K.
Les algèbres quaternions sur K qui sont non déployées ne sont autres que les corps de quaternions, et elles peuvent ne pas exister.

## Algèbres de quaternions sur certains corps commutatifs
Si K = R, alors toute algèbre de quaternions sur R est soit déployée, soit isomorphe à H.
Si K est algébriquement clos (ou plus généralement si K est séparablement clos), ce qui est le cas si K = C, toute algèbre de quaternions sur K est déployée.
Si K est fini, alors toute algèbre de quaternions sur K est déployée (cela résulte du fait que tout corps fini est commutatif).